# Victoriano Lorenzo
Victoriano Lorenzo è un comune (corregimiento) della Repubblica di Panama situato nel distretto di San Miguelito, provincia di Panama. Si estende su una superficie di 2 km² e conta una popolazione di 15.873 abitanti (censimento 2010).